# Castello di Philippsburg (Coblenza)
Il castello di Philippsburg (in tedesco: Schloss Philippsburg) è stato una residenza dei Principi-arcivescovi di Treviri. Distrutto con la calata dei francesi in Germania nel 1801, del complesso oggi rimangono alcuni edifici accessori come il palazzo della cancelleria e le scuderie.

## Storia

### La prima costruzione

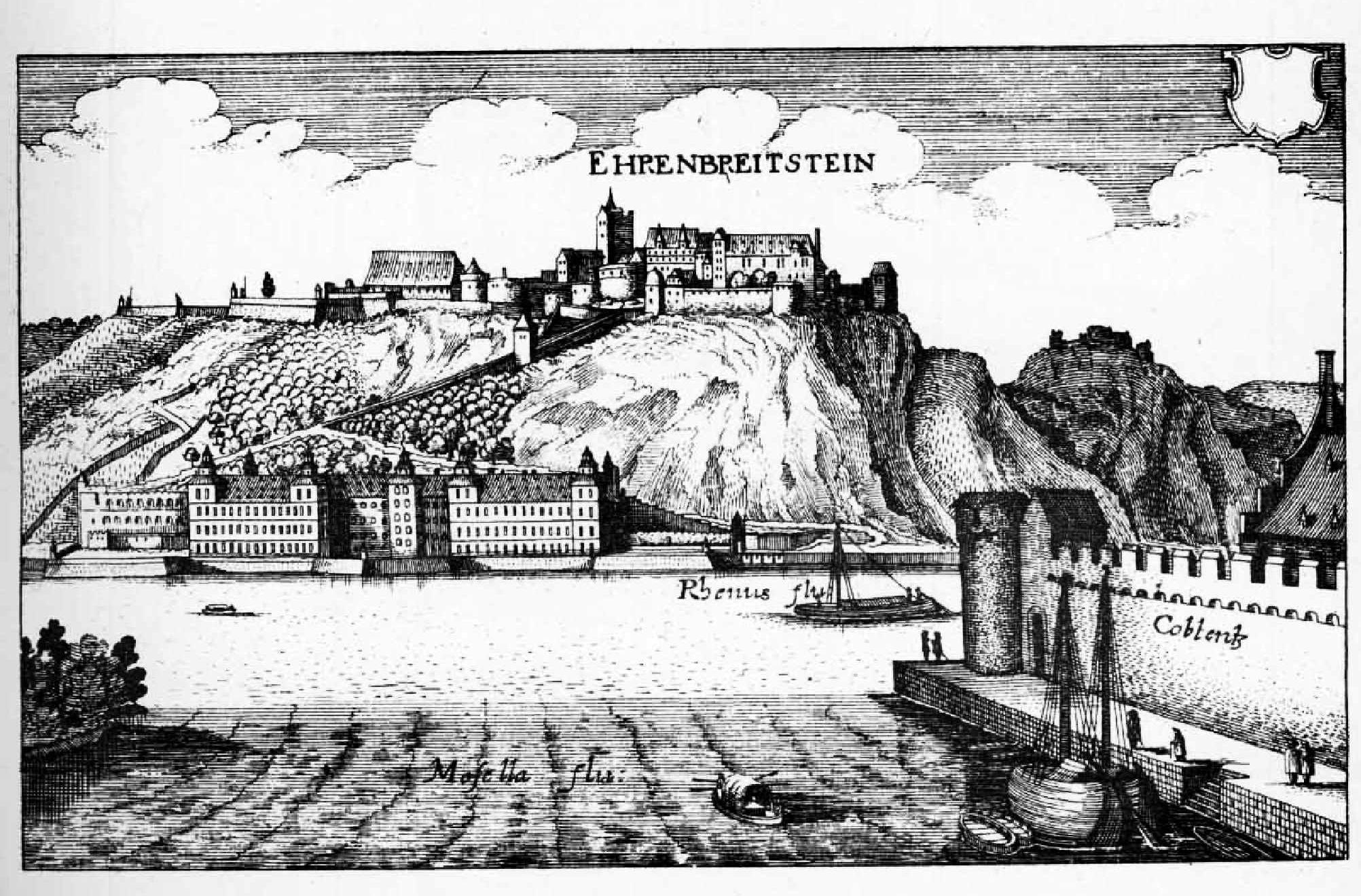
Il complesso del castello di Philippsburg nel 1646

Durante la Guerra dei Trent'anni, l'arcivescovo-elettore Philipp Christoph von Sötern venne costretto a trasferire la sua residenza in un luogo sicuro a causa della costante minaccia per la città di Treviri di essere occupata da truppe straniere. Per questo motivo decise di erigere il proprio nuovo palazzo appena sotto la fortezza di Ehrenbreitstein, uno dei luoghi fortificati più sicuri di tutto l'elettorato di Treviri, costruito su una rupe direttamente sul Reno, a nord della città di Ehrenbreitstein. I lavori iniziarono nel 1626 e terminarono nel 1632.
L'arcivescovo Sötern si schierò con la Francia nella Guerra dei Trent'anni e le truppe francesi occuparono la fortezza di Ehrenbreitstein il 5 giugno 1632, servendosene per attaccare gli imperiali. Dopo che l'elettore Sötern venne catturato dalle truppe imperiali nel 1635 e Treviri fu conquistata, nel maggio 1636 anche Coblenza venne riconquistata all'impero.

### Le espansioni tra Seicento e Settecento

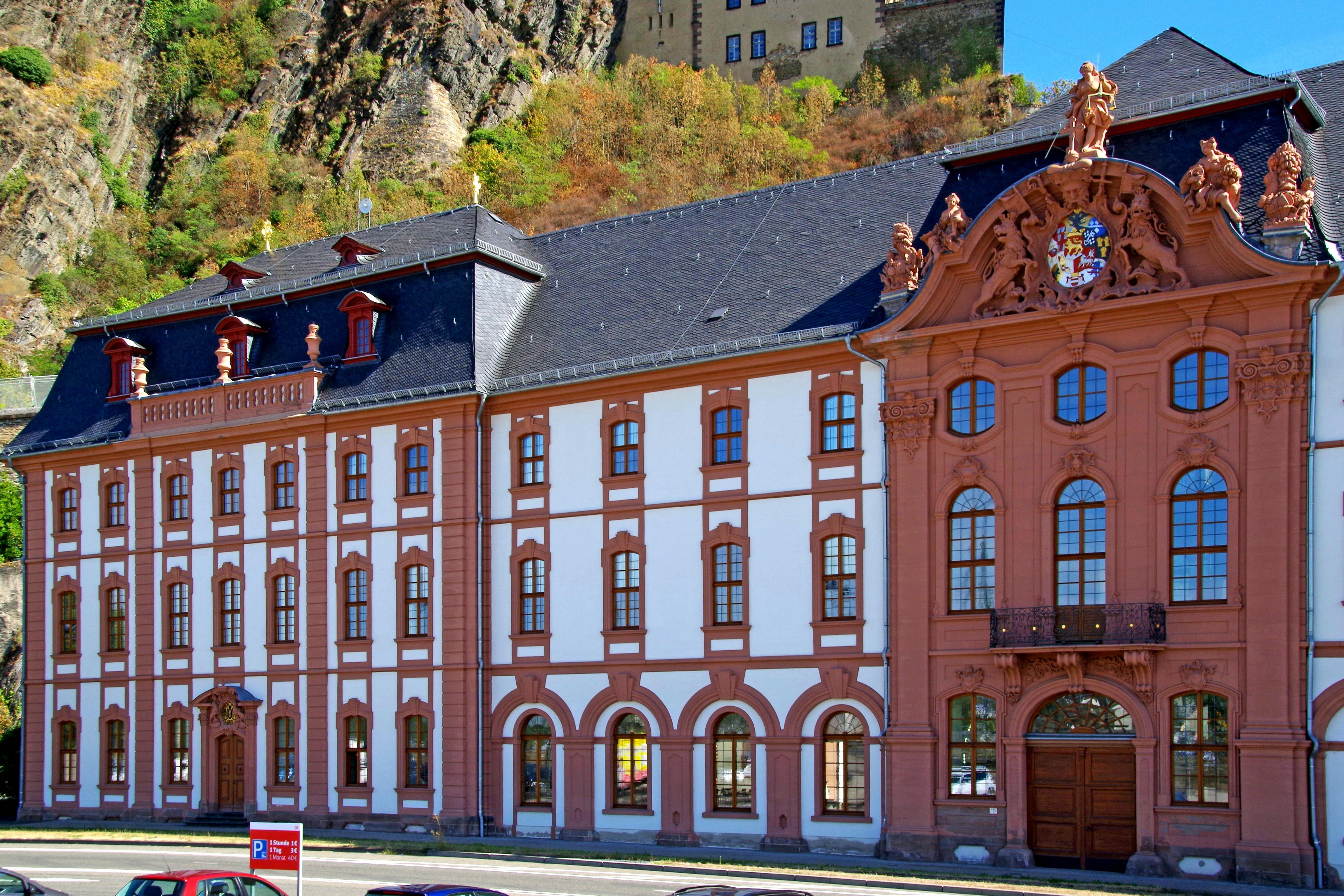
Il palazzo della Cancelleria fu frutto dell'espansione settecentesca del complesso

I successivi elettori mantennero il castello come propria residenza. L'arcivescovo Karl Kaspar von der Leyen fece scavare un sentiero nella roccia dietro il castello che gli permetteva di collegare la struttura alla sovrastante fortezza di Ehrenbreitstein, così da poterla raggiungere in tutta sicurezza in caso di necessità. Nel 1690-1692 l'architetto di corte Johann Christoph Sebastiani costruì un nuovo edificio a sud del castello per conto dell'elettore Johann Hugo von Orsbeck, la cosiddetta Pagerie, che venne utilizzata come sede della cancelleria. Accanto a questo edificio, l'elettore Franz Georg von Schönborn fece costruire tra il 1738 e il 1749 su progetto dell'architetto Balthasar Neumann e Johannes Seiz un edificio strutturalmente simile al castello, la cosiddetta Dikasterialgebäude (o Dikasterium), per ospitare l'amministrazione centrale del principato elettorale di Treviri. Nel contempo vennero costruite una caserma, delle scuderie, delle officine e degli alloggi per il personale a partire dal 1762.
Dal 1778 al 1786, durante la costruzione del palazzo elettorale di Coblenza, l'edificio amministrativo servì come vera e propria residenza dell'elettore Clemente Venceslao di Sassonia, dal momento che questi non era più intenzionato a vivere nel vicino palazzo a causa dei restauri di cui esso necessitava, causati dalla caduta di massi dal vicino monte su cui sorgeva la fortezza e per gli scarsi comfort abitativi. Dal 1786 l'elettore si trasferì definitivamente al palazzo di nuova costruzione a Coblenza. Negli anni successivi il castello di Philippsburg venne utilizzato solo parzialmente, e il resto cadde in gran parte in abbandono al punto che alcune aree dovettero essere abbattute perché fatiscenti.

### La distruzione

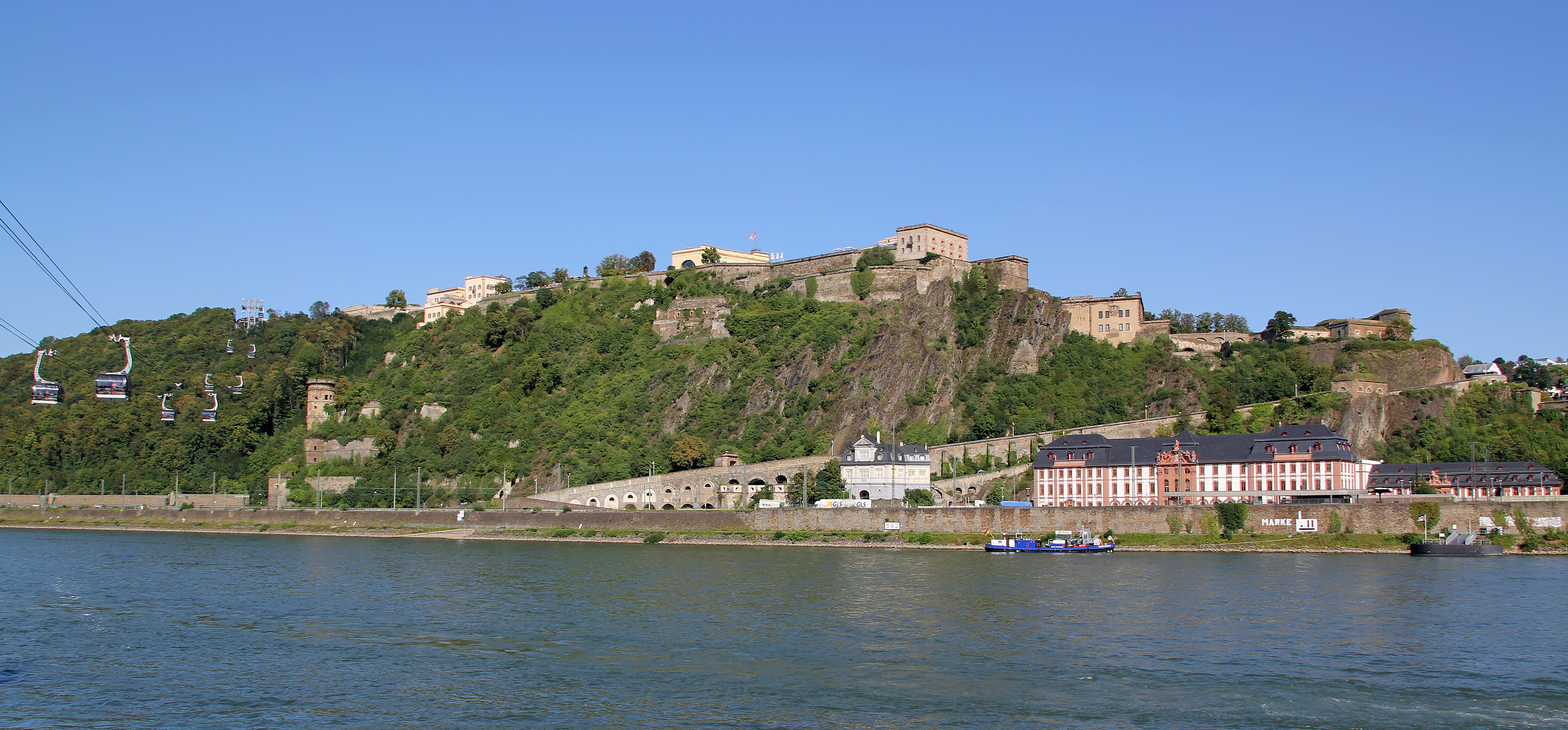
Veduta d'insieme dell'area del complesso: a sinistra, presso il corso del Reno, si nota il palazzo della Cancelleria ancora oggi visibile; a sinistra di questo sorgeva il castello di Philippsburg. In alto si trovano ancora oggi i bastioni della fortezza di Ehrenbreitstein distrutta dai francesi nel 1801

Coblenza fu conquistata dalle truppe rivoluzionarie francesi nella prima guerra di coalizione nel 1794 e nel 1799 capitolò anche la fortezza di Ehrenbreitstein. Poiché i francesi dovettero lasciare le aree sulla riva destra del Reno secondo il Trattato di Lunéville, prima di andarsene fecero saltare in aria la vecchia fortezza di Ehrenbreitstein nel 1801. Ciò che rimaneva del sottostante palazzo di Philippsburg fu così duramente colpito dall'esplosione che dovette essere infine demolito. Fino ad oggi sono sopravvissuti solo pochi resti delle mura originarie. Rimasero al loro posto invece gli edifici amministrativi, le scuderie e gran parte degli edifici accessori del complesso.

## Descrizione

### Il castello
La residenza elettorale era un palazzo a tre piani in stile del primo barocco. La lunghezza della facciata del castello era di 160 metri, divisa in sette ali attorno a tre cortili rettangolari, di cui quello centrale si apriva direttamente sul fiume Reno, mentre i cortili laterali si affacciavano sulla collina rocciosa della fortezza di Ehrenbreitstein. Ai suoi quattro angoli si ergevano alte torri di difesa visibili anche da lontano. Il castello era circondato da proprie fortificazioni bastionate con fossati sui lati nord e sud. Un porticciolo venne sviluppato presso il fossato meridionale, costruito nel 1819 con funzioni protettive, ma poi abbandonato dal 1886.
Il castello di Philippsburg aveva un eccellente design degli interni, che venne periodicamente implementato sino alla fine del XVIII secolo. Famosi stuccatori, pittori, doratori e scultori contribuirono alla decorazione dei suoi interni come ad esempio Nicolò Carcano, Lazaro Maria Sanguinetti, Carlo Maria Pozzi.

### La cancelleria

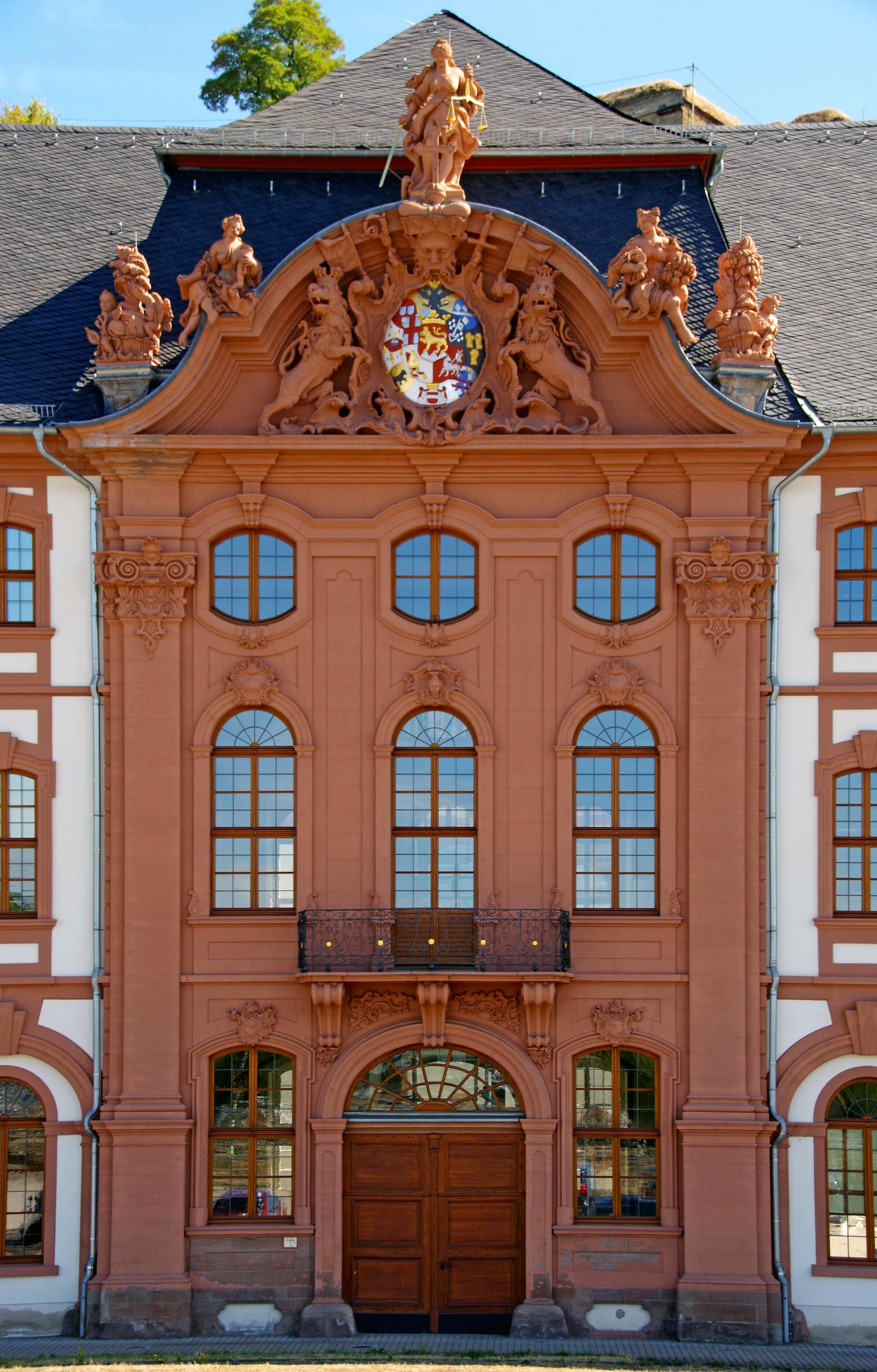
Il frontone del palazzo della cancelleria con le armi dell'arcivescovo-elettore Franz Georg von Schönborn.

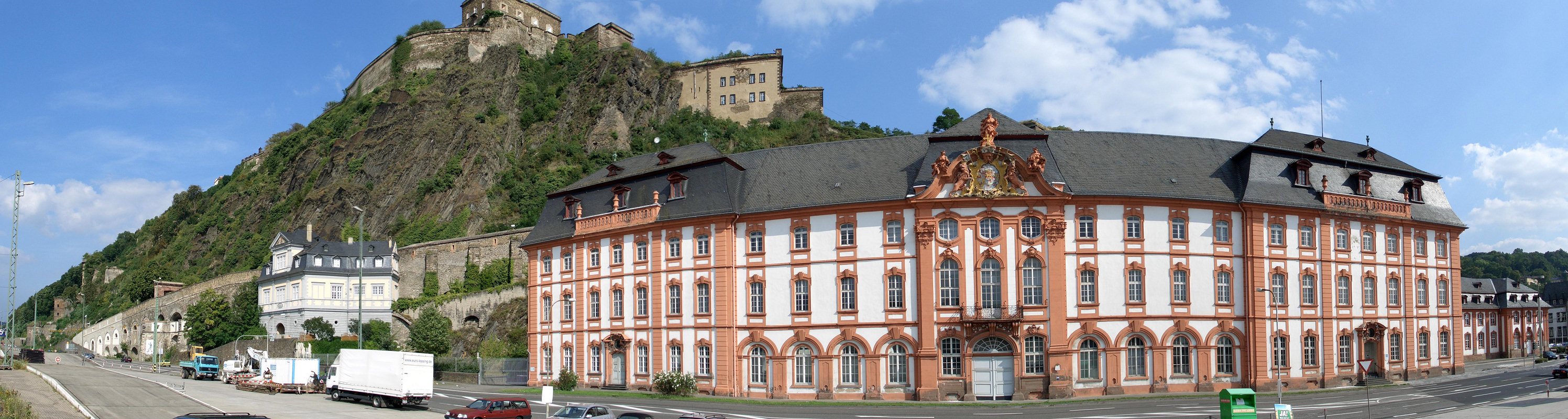
Il palazzo della cancelleria del castello di Philippsburg

L'ex edificio della cancelleria è uno dei pochi ancora oggi presenti del complesso. Il fronte principale, come doveva essere per il castello, sorge di  fronte al fiume Reno con una facciata tipicamente barocca contraddistinta dalla presenza di tre avancorpi. Gli ingressi laterali della struttura hanno una facciata con lesene dai colori mattone e bianco in contrasto, mentre nella parte superiore si trova una elegante balaustra in pietra dipinta. L'ingresso centrale è contraddistinto da un portale largamente decorato e la parte superiore presenta un timpano dal profilo curvilineo spezzato, in cui è fissato lo stemma dell'elettore Franz Georg von Schönborn, sorretto da una coppia di leoni coronati. Il timpano è coronato da tre figure che rappresentano le personificazioni della scienza, della giustizia e dell'agricoltura (da sinistra a destra).
All'interno tutte le stanze hanno un soffitto a volta ad eccezione di quelle poste al primo e al secondo piano sul retro che sono state distrutte nella seconda guerra mondiale durante un bombardamento aereo su Coblenza. Ai lati dell'edificio vi sono due scaloni per accedere ai piani superiori.